# Dick Börjesson
Dick Roland Börjesson, född 16 juli 1938 i Strömstads församling, Göteborgs och Bohus län, är en svensk pensionerad sjöofficer och viceamiral i Marinen.

## Biografi
Börjesson tog examen vid Kungliga Sjökrigsskolan och blev fänrik i Marinen 1961. Han befordrades till löjtnant 1963, till örlogskapten 1972, till kommendörkapten 1975, kommendörkapten (mst) 1981, till kommendör 1983, kommendör av 1. graden 1987, konteramiral 1989, och viceamiral 1990.
Börjesson var chef för 6. minröjningsavdelningen åren 1982–1983. Åren 1983–1986 var han sektionschef vid Marinstaben (MS). Åren 1987–1989 var han sektionschef vid Försvarsstaben (Fst). Åren 1990–1994 var han Sveriges marinchef (CM). Åren 1994–1998 var han militärbefälhavare (MB) för Mellersta militärområdet (Milo M) samt Överkommendanten i Stockholm. Börjesson lämnade Försvarsmakten 1998.
Börjesson är ledamot av Kungliga Krigsvetenskapsakademien och hedersledamot av Kungliga Örlogsmannasällskapet.

## Utmärkelser
- Storkorset av Argentinska Majorden (4 juni 1998)[3]
- Första klass av Estniska Vita stjärnans orden (8 september 1995)[4]